# Stengers test
Stengers test är ett audiologiskt screeningtest, som främst används för att bekräfta (positivt) eller utesluta (negativt) misstanke om icke-organisk hörselnedsättning (individer som felaktigt hävdar att de har hörselnedsättning, pseudohypoakusi) på ena ena örat.
Sedan introduktionen av Stengers test med hjälp av stämgafflar för över ett sekel sedan, har Stengers test modifierats vid flertal tillfällen och numer används 2-kanaliga audiometrar med möjlighet att presentera både toner och talmaterial.
Undersökningen kan användas från 6–7 - årsåldern. En asymmetrisk hörsel ses i tonaudiogrammet. Ett öra skall ha bättre hörsel vid aktuella testfrekvenser och det andra örats hörsel bör vara minst 20 dB sämre. Testet har högst sannolikhet att vara positivt för personer med icke-organisk hörselnedsättning med stora interaurala skillnader (över 40 dB). 

## Stengers princip
Metoden bygger på vetskapen att när identiska ton- eller talstimuli, presenteras med olika styrka (dB HL) i båda öronen samtidigt, så uppfattas bara det identiska stimuli som har högsta hörstyrkan (Stengers princip). Testet används vid utredning av misstänkt ensidig icke-organisk hörselnedsättning då det i tonaudiogrammet finns en skillnad om minst 20 dB mellan öronen vid aktuell testfrekvens. 

## Metod
Om en ensidig (unilateral) icke-organisk hörselnedsättning misstänks, kan Stengers test användas som en snabb screeningprocedur. Detta görs enkelt genom att presentera en ton av önskad frekvens (en eller flera av följande: 1000, 1500, 2000, 3000, 4000, 6000, 8000, 500, 250 och 125 Hz) till det bättre örat, med en nivå 10 dB (SL) över hörtröskeln och till det "sämre" örat samtidigt presentera en ton som är 10 dB svagare än den uppmätta hörtröskeln.
Testet kan också utföras med talmaterial i form av spondéer. Då presenteras istället tal 10 dB SL relativt tonmedelvärde 3 till det bättre örat, och samtidigt samma testmaterial till det sämre örat, 10 dB under tonmedelvärdet (TMV3) för luftlett ljud.

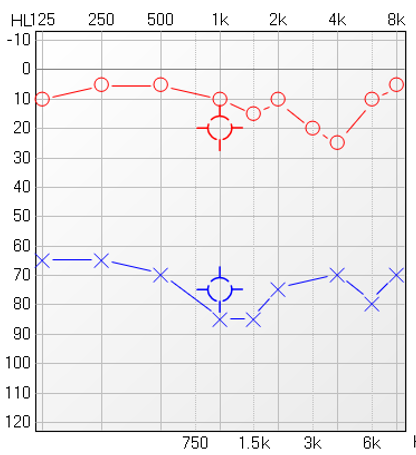
Audiogram med bättre hörsel på höger öra, och sämre hörsel med misstanke om icke-organisk hörselnedsättning på vänster öra. Audiometers ställs in så både kanal 1 och kanal 2 ger toner av samma frekvens, men signalnivån är 10 dB SL på det bättre örat och 10 dB under den uppmätta hörtröskeln för det sämre örat.

## Positivt eller negativt test
Om hörselnedsättningen i det sämre örat är äkta/verklig kommer testpersonen vara omedveten om testsignalen i det örat och kommer att svara på den signal som uppfattas i det bättre örat, eftersom en signal som är 10 dB över hörtröskeln lätt uppfattas. Ett sådant svar kallas för negativt Stengers test, vilket indikerar att hörtröskeln i det sämre örat troligen är korrekt.
Om testpersonen inte medger att hen hört signalen i det sämre örat, och är omedveten om den samtidiga signalen i det bättre örat, kommer hen inte att svara på signalen. Detta kallas för ett positivt Stengers test, vilket antyder att hörtröskeln i det sämre örat är bättre än den hörtröskel som kunnat uppmätas. 
Stengers test är alltså positivt om patienten ej svarar vid binaural stimulering (trolig icke-organisk hörselnedsättning) och negativt om patienten svarar vid binaural stimulering (trolig sann hörselnedsättning på det sämre örat). 

## Minimum Contralateral Interference Level (MCIL)
Om man vill ha reda på en ungefärlig hörtröskel på ”sämre” örat behåller man stimuleringsnivån 10 dB över hörtröskeln på bästa örat och sänker nivån på ”sämre” örat till O dB HL. Ge signal samtidigt i båda öronen. Om patienten svarar ökas styrkan i ”sämre” örat i 5 dB - steg tills patienten upphör att svara. Då har man uppnått den nivå vid vilken tonen i ”sämre” örat blir så stark att den dominerar över tonen i det bättre örat. Den nivå vid vilken patienten blir störd av tonen i ”sämre” örat brukar ligga högst 20 dB över patientens verkliga hörtröskel. 